# I. e. 457
Évszázadok: i. e. 6. század – i. e. 5. század – i. e. 4. század
Évtizedek: i. e. 500-as évek – i. e. 490-es évek – i. e. 480-as évek – i. e. 470-es évek – i. e. 460-as évek – i. e. 450-es évek – i. e. 440-es évek – i. e. 430-as évek – i. e. 420-as évek – i. e. 410-es évek – i. e. 400-as évek
Évek: i. e. 462 – i. e. 461 – i. e. 460 – i. e. 459 –  i. e. 458 – i. e. 457 – i. e. 456 – i. e. 455 – i. e. 454 – i. e. 453 – i. e. 452

## Események
- Római consulok: C. (vagy M.) Horatius Pulvilius és Q. Minucius Esquilinus
- Az első peloponnészoszi háború során Spárta felmenti a Phókisz által fenyegetett Dóriszt, majd a hazaúton vereséget mér az athéni seregre a tanagrai csatában. A felek négy hónapos fegyverszünetet kötnek.
- Két hónappal a tanagrai csata után Athén elfoglalja Boiótiát, és szövetségébe kényszeríti Phókiszt és Opuntioszi Lokriszt.
- Hároméves ostromot követően Aigina kapitulál Athén előtt.
- Athénban a volt arkhónok élethossziglan az ekkor már politikailag jelentéktelen Areioszpagosz tagjai
- a Thesszáliai Szövetség négy körzete (tetrasza) élén egy-egy polemarkhosz áll